# Forcipomyia ikinae
Forcipomyia ikinae är en tvåvingeart som beskrevs av Meillon, Meiswinkel och Wirth 1982. Forcipomyia ikinae ingår i släktet Forcipomyia och familjen svidknott. Inga underarter finns listade i Catalogue of Life.